# Hegeney
Hegeney település Franciaországban, Bas-Rhin megyében. Lakosainak száma 435 fő (2022. január 1.). Hegeney Durrenbach, Eschbach, Forstheim, Laubach, Morsbronn-les-Bains és Walbourg községekkel határos.

## Népesség
A település népességének változása:
| Lakosok száma | 404  | 415  | 422  | 424  | 429  | 433  | 437  | 439  | 435  |
|               | 2013 | 2015 | 2016 | 2017 | 2018 | 2019 | 2020 | 2021 | 2022 |